# 騰翱足球會
騰翱足球會（英文：Leaper Football Club）是一支參與香港超級聯賽的足球隊，2008年以四海體育會名義成立，2015年該會籍被夢想足球會有限公司收購。
球隊會籍曾多度易手，包括以四海流浪、標準流浪、日本J2聯賽球會橫濱FC的衛星球會橫濱FC（香港）及澳滌娛樂旗下球會YFC澳滌名義參賽。球隊先在2012年被日本J2聯賽球會橫濱FC租用其會藉後，於同年7月16日更名為橫濱FC香港。球隊再於2014年6月8日宣佈其營運公司改為「澳滌娛樂（國際）有限公司」，球會易名為YFC澳滌。2015年起，原本從香港甲組聯賽升班的駿其天旭之管理團隊接管本球隊的香港超級聯賽牌照，以夢想駿其名義參加香港超級聯賽，而天旭足球會則繼續以駿其天旭名義留在甲組聯賽。2016年6月25日。駿其足球會因欠缺經費，宣佈退出2016–17年香港超級聯賽，轉戰香港甲組聯賽。於2022-2023球季，駿其將會籍售予騰翱並撤出管理。

## 球會歷史

### 成立
2012年3月16日，時任香港足球總會主席梁孔德透露有日本企業透過日本足球協會聯絡香港足總，表示有意在香港組隊參加聯賽。梁孔德表示會於4月赴日本親自了解，並會向對方提供香港甲組足球聯賽的資料。傳媒其後於5月26日報道該日本資金為日本乙組職業足球聯賽球隊橫濱FC，並且已透過車路士足球學校董事林燦彬，向因原有會籍重返甲組聯賽而多出會籍的應屆甲組球隊標準流浪，買下該多出的會籍，並表示會以應屆自甲組降班的球隊深水埗球員為班底，以深水埗隊教練李志堅領軍，並加入5至6個來自橫濱FC的球員。
2012年6月，日本乙組聯賽球隊橫濱FC在香港足球總會邀請下，以40萬港元無限期借用「標準錶針足球會有限公司」在香港足球總會的會籍，成立了「橫浜足球香港體育會有限公司」，參賽隊名定為「橫濱FC（香港）」。在成立的同時，球會宣布派遣幾名日本外援球員配合深水埗一眾年青球員參加香港甲組足球聯賽，首屆班費達1,200萬港元。同年8月1日至14日，球隊到訪橫濱FC訓練基地進行集體訓練，並且與橫濱FC交流；會長小野寺裕司表示將會聯絡居住於香港的日本人，組成打氣團。
可是，球隊在該季的表現非常反覆，需要在聯賽最後一輪，以2比2逼和同樣為護級而努力的和富大埔，最終聯賽排名第9位，以1分之差力壓對方護級成功。球隊在該季盃賽的表現更是毫無作為，在高級銀牌以總比數0比2不敵和富大埔，第一圈賽事便行人止步；於足總盃方面，球隊在半準決賽以總比數1比3再次不敵和富大埔而出局。

### 日資逐漸退出及易手
2013–2014球季結束後，球隊改由本地企業澳滌娛樂（國際）有限公司接手球隊營運，球隊並改名為YFC澳滌，角逐第一屆香港超級足球聯賽。在澳滌年代的短短一季，球隊戰績卻較上季突飛猛進，在積分榜一些緊貼前列分子，最終更取得第 5 名已獲得季後附加賽資格，在殺入決賽下僅在互射十二碼階段不敵南華而無緣亞協盃，本易萌生去意的澳滌班主簡文滌亦宣布放棄該會的控制權，改為由駿其天旭的贊助商駿其接手。
2015年6月，澳滌正式宣布撤出球會管理權，由贊助天旭足球會數年的駿其接手。該公司贊助天旭期間一度在低組別聯賽取得佳績，在2014-2015球季香港甲組聯賽更一度以超班姿態提早多輪奪得聯賽冠軍而鎖定升班資格，但贊助商改為接替YFC澳滌的牌照來角逐港超聯，天旭留在甲組聯賽。駿其取得新一季港超資格後，隨即積極展開組軍工作，除續用原YFC澳滌前鋒福田健二外，亦羅致多名港超及甲組球員，包括從東方足球隊簽入中堅梁國威等。

### 駿其足球會時代
2016年6月25日，駿其足球會因為和贊助商談判失敗，球會欠缺經費，決定退出2016-17年球季香港超級聯賽，旗下球員，可以自由轉會。
2016-2017球季，駿其足球會參與香港甲組聯賽。
2017-2018球季，駿其足球會得到了宏大建設贊助及冠名，改名宏大駿其。
2018-2019球季上半賽季，球隊管理權交予宏大建設，於下半賽季開始前，因宏大建設資金出現問題，撤出了球隊管理，駿其足球會遂將會籍回收，球隊下半賽季恢復使用「駿其」的名義參賽。
2019-2020球季，駿其足球會將會籍借予駿棹集團，改名「駿棹」。
2020-2021球季，駿棹集團會籍借用完畢，球隊恢復使用「駿其」的名義參賽，並以第12名完成聯賽。
2022-2023球季，於香港甲組聯賽角逐的駿其足球會將會籍售予正在借用乙組球隊聖約瑟會籍的騰翱足球會，並改名騰翱MG，MG即球隊英文名Metro Gallery的縮寫，而騰翱足球會則放棄續借了六年的聖約瑟足球會會籍，球隊變相由乙組升班甲組聯賽，但最終只能以第13名完成聯賽，來季降班香港乙組聯賽作賽。

### 騰翱足球會時代
2023-2024球季，騰翱MG於香港乙組聯賽作賽，並改名為騰翱，至此駿其正式撤出足球的參與。

## 2023-24球季球員名單
- 守門員 周均俊
- 守門員 吳樂鏗
- 後衛 區睿謙
- 後衛 周卓昇
- 後衛 黃晴軒
- 後衛 凌栢賢
- 中場 黃錦澤
- 中場 鄭啟朗
- 中場 郭紹聰
- 中場 莫鎮賢
- 中場 屈灝楠
- 中場 陳樂桓
- 中場 徐沐利
- 中場 區倬綸
- 前鋒 李泳豪
- 前鋒 鄧子誠
- 前鋒 李寧楓
- 前鋒 陳逸東
- 前鋒 張卓逸
- 前鋒 吳栢濤
- 前鋒 蔡健生
- 前鋒 黃煇煌
- 前鋒 屈顥軍
- 前鋒 蔡奕燊
- 李晧明
- 蔡卓恒

## 球會文化
球會重用網上平台與球迷互動，除開設Facebook、Instagram、Youtube帳號之外，亦創新地以Snapchat為球迷帶來幕後花絮。

## 球隊名稱變遷
| 年份           | 球隊中文名稱                    | 球隊英文名稱            |
| -------------- | ------------------------------- | ----------------------- |
| 2008－2009球季 | 四海體育會                      | Fourway Athletics       |
| 2009－2011球季 | 四海流浪                        | Fourway Rangers         |
| 2011－2012球季 | 標準流浪                        | Biu Chun Rangers        |
| 2012－2014球季 | 橫濱FC(香港)                    | Yokohama FC (Hong Kong) |
| 2014－2015球季 | YFC澳滌                         | YFCMD                   |
| 2015－2016球季 | 夢想駿其                        | Dreams Metro Gallery    |
| 2017－2018球季 | 宏大駿其                        | Hongda Metro Gallery    |
| 2018－2019球季 | 宏大 (上半賽季)、駿其(下半賽季) | Hongda，Metro Gallery   |
| 2019－2020球季 | 駿棹足球會                      | iCanfield               |
| 2020-2022球季  | 駿其                            | Metro Gallery           |
| 2022-          | 騰翱MG                          | Leaper MG               |

## 歷屆成績
| 球季      | 聯賽     | 聯賽  | 聯賽     | 聯賽 | 聯賽 | 聯賽 | 聯賽 | 聯賽 | 聯賽 | 聯賽 | 盃賽       | 盃賽       | 盃賽   | 盃賽     | 盃賽   | 首席射手 （球數） | 球隊名稱       |
| 球季      | 所屬級別 | 排名  | 比賽場數 | 勝   | 和   | 負   | 得球 | 失球 | 球差 | 積分 | 季後附加賽 | 高級組銀牌 | 聯賽盃 | 足總盃   | 菁英盃 | 首席射手 （球數） | 球隊名稱       |
| --------- | -------- | ----- | -------- | ---- | ---- | ---- | ---- | ---- | ---- | ---- | ---------- | ---------- | ------ | -------- | ------ | ----------------- | -------------- |
| 2012-2013 | 甲組     | 9/10  | 18       | 4    | 8    | 6    | 35   | 34   | +1   | 20   | N/A        | 第一圈     | N/A    | 半準決賽 | N/A    | 吉武剛（9）       | 橫濱FC（香港） |
| 2013-2014 | 甲組     | 10/10 | 18       | 3    | 4    | 11   | 25   | 39   | -14  | 13   | N/A        | 第一圈     | N/A    | 十六強   | N/A    | 福田健二（13）    | 橫濱FC（香港） |
| 2014-2015 | 超聯     | 5/9   | 16       | 8    | 2    | 6    | 25   | 29   | -4   | 26   | 亞軍       | 半準決賽   | 分組賽 | 準決賽   | N/A    | 福田健二（12）    | YFC澳滌        |
| 2015-2016 | 超聯     | 6/9   | 16       | 4    | 4    | 8    | 19   | 30   | -11  | 16   | N/A        | 第一圈     | 分組賽 | 半準決賽 | 分組賽 | 福田健二（7）     | 夢想駿其       |
| 2016-2017 | 甲組     | 11/14 | 26       | 6    | 7    | 13   | 44   | 55   | -11  | 25   | N/A        | N/A        | N/A    | N/A      | N/A    | 蘇友鈿（8）       | 駿其           |
| 2017-2018 | 甲組     | 12/16 | 30       | 10   | 5    | 15   | 41   | 72   | -31  | 35   | N/A        | N/A        | N/A    | N/A      | N/A    | 余浩邦（7）       | 宏大駿其       |

## 歷任職球員名單

### 歷任主席
- 羅文輝：（2015年7月一 2019年8月）

### 歷任主教練
- 梁志榮：（2015年7月一2016年6月）

### 歷任球隊隊長
- 朱兆基：（2015年7月一2016年1月）
- 柏保路：（2016年1月一2016年6月）

### 歷任球隊副隊長
- 劉學銘：（2015年一2016年）

### 曾效力球員
本地球員
| - 朱兆基 - 鍾偉強 - 周穎軒 - 黎洛賢 - 李嘉進 - 羅梓軒 - 李溢晉 - 蕭俊銘 - 蕭沛霖 - 呂偉超 - 劉浩霖 | - 劉學銘 - 梁國威 - 李嘉華 - 勞烈斯 - 姚浩明 - 屠俊翹 - 謝朗軒 - 彭梓鍵 - 黃梓浩 - 麥保美 - 基奧 - 鄧子均 - 談樂軒 |

外援球員
| - 福田健二 - 基頓 - 柏保路 - 利奧 - 美路史拿域 |

## 外部連結
- 駿其足球會 官方Facebook專頁 （页面存档备份，存于）
- 駿其足球會 官方Instagram帳戶 （页面存档备份，存于）
- 香港足球總會網頁球會資料